# Drongoflugsnappare
Drongoflugsnappare (Melaenornis pammelaina) är en fågel i familjen flugsnappare inom ordningen tättingar.

## Utseende och läte
Drongoflugsnapparen är en slank och glansigt svart flugsnappare med upprätt hållning, mörkbruna ögon och en tvärt avskuren rak stjärt. Honorna är mindre glansiga än hanarna och ungfåglarna är brunfläckiga. Arten är mycket lik klykstjärtad drongo, därav namnet, som den också härmar. Denna har dock röda ögon och just kluven stjärt. Svart flugsnappare har matt fjäderdräkt snarare än glansig. Lätet är ett tretonigt "tseeep-tsoo-tsoo".

## Utbredning och systematik
Drongoflugsnappare förekommer i östra och södra Afrika. Arten delas in i fem underarter med följande utbredning:
- Melaenornis pammelaina ater – sydöstra Botswana till Malawi, östra Zimbabwe, Moçambique, östra Sydafrika
- Melaenornis pammelaina pammelaina – södra Tanzania, sydöstra Malawi och Moçambique (norr om floden Save)
- Melaenornis pammelaina diabolicus – södra Angola, norra Namibia och nordvästra Botswana
- Melaenornis pammelaina tropicalis – Demokratiska republiken Kongo till Uganda, Rwanda, Kenya och västra Tanzania
- Melaenornis pammelaina poliogynus – Angola, Capriviremsan, Zimbabwe, nordvästra Malawi och sydvästra Tanzania

Underarterna ater, poliogynus och tropicalis inkluderas ofta i nominatformen.

## Levnadssätt
Drongoflugsnapparen hittas i skogslandskap, savann, skogsbryn och parker. Där ses den enstaka, i par eller i smågrupper, ofta även i artblandade kringvandrande flockar. Fågeln sitter på grenar varifrån den gör utfall mot insekter antingen i luften eller på marken.

## Status
Arten har ett stort utbredningsområde och beståndet anses stabilt. Internationella naturvårdsunionen IUCN listar den därför som livskraftig (LC).

## Bilder

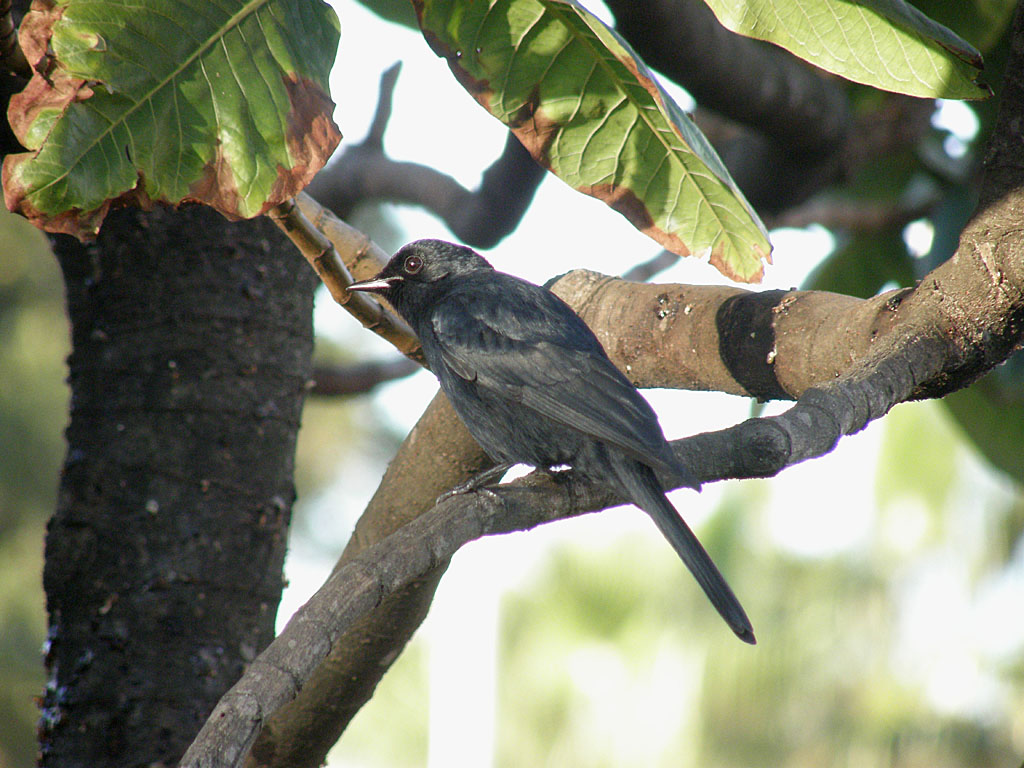
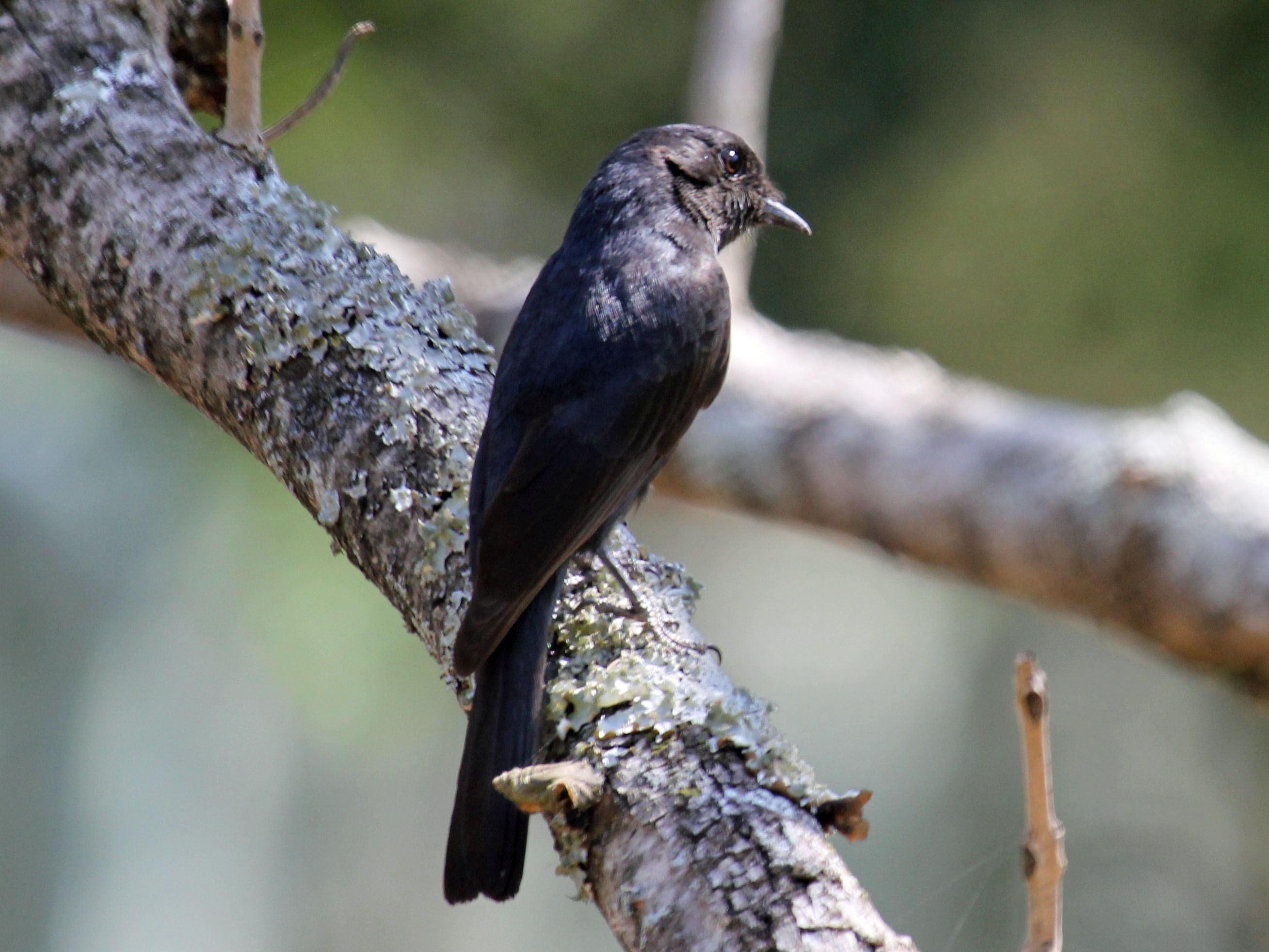